# فهرست نیروگاه‌های هسته‌ای
در این صفحه همهٔ نیروگاه‌های هسته‌ای که در حال حاضر بیش از ۱۰۰۰ مگاوات برق تولید می‌کنند، فهرست شده‌است. دیگر نیروگاه‌های هسته‌ای که یا ظرفیت کمتر دارند یا هنوز راه‌اندازی نشده‌اند در لیست نیروگاه‌های منطقه‌ای آخر صفحه آمده‌اند. این فهرست مبتنی بر طرح‌های PRIS (سیستم اطلاعات رآکتور قدرت) که توسط آژانس بین‌المللی انرژی اتمی تایید شده، نگاشته‌شده‌است.
| نیروگاه                        | # تعداد واحد | ظرفیت شبکه (MWe) | کشور                | موقعیت                                                              | مراجع             |
| ------------------------------ | ------------ | ---------------- | ------------------- | ------------------------------------------------------------------- | ----------------- |
| آکادمیک لومونسوف               | 2            | 64               | روسیه               | ۶۹°۴۲′۳۵″شمالی ۱۷۰°۱۸′۲۲″شرقی / ۶۹٫۷۰۹۷°شمالی ۱۷۰٫۳۰۶۱°شرقی         |                   |
| آلماراز                        | 2            | ۲٬۰۱۷            | اسپانیا             | ۳۹°۴۸′۲۹″ شمالی ۰۵°۴۱′۴۹″ غربی / ۳۹٫۸۰۸۰۶°شمالی ۵٫۶۹۶۹۴°غربی        |                   |
| آنگرا                          | 2            | ۱٬۸۸۴            | برزیل               | ۲۳°۰۰′۳۰″ جنوبی ۴۴°۲۸′۲۶″ غربی / ۲۳٫۰۰۸۳۳°جنوبی ۴۴٫۴۷۳۸۹°غربی       |                   |
| آرکانساس                       | 2            | ۱٬۸۳۹            | ایالات متحده آمریکا | ۳۵°۱۸′۳۷″ شمالی ۹۳°۱۳′۵۳″ غربی / ۳۵٫۳۱۰۲۸°شمالی ۹۳٫۲۳۱۳۹°غربی       |                   |
| آسکو                           | 2            | ۱٬۹۹۲            | اسپانیا             | ۴۱°۱۲′۰۰″ شمالی ۰۰°۳۴′۱۰″ شرقی / ۴۱٫۲۰۰۰۰°شمالی ۰٫۵۶۹۴۴°شرقی        |                   |
| آتوچا                          | 2            | ۱٬۰۳۳            | آرژانتین            | ۳۳°۵۸′۳″ جنوبی ۵۹°۱۲′۱۸″ غربی / ۳۳٫۹۶۷۵۰°جنوبی ۵۹٫۲۰۵۰۰°غربی        |                   |
| بالاکوف                        | 4            | ۳٬۸۰۰            | روسیه               | ۵۲°۰۵′۲۸″ شمالی ۴۷°۵۷′۱۹″ شرقی / ۵۲٫۰۹۱۱۱°شمالی ۴۷٫۹۵۵۲۸°شرقی       |                   |
| برکت                           | 2            | ۲٬۶۹۰            | امارات متحده عربی   | ۲۳°۵۹′۶″ شمالی ۵۲°۱۷′۱″ شرقی / ۲۳٫۹۸۵۰۰°شمالی ۵۲٫۲۸۳۶۱°شرقی         |                   |
| دره بیور                       | 2            | ۱٬۷۳۸            | ایالات متحده آمریکا | ۴۰°۳۷′۲۴″ شمالی ۸۰°۲۵′۵۰″ غربی / ۴۰٫۶۲۳۳۳°شمالی ۸۰٫۴۳۰۵۶°غربی       |                   |
| بلاروسیان                      | 1            | ۱٬۱۱۰            | بلاروس              | ۵۴°۴۵′۴۳″ شمالی ۲۶°۷′۱۲″ شرقی / ۵۴٫۷۶۱۹۴°شمالی ۲۶٫۱۲۰۰۰°شرقی        | [ ۱ ] [ ۲ ]       |
| بلاویله                        | 2            | ۲٬۶۲۰            | فرانسه              | ۴۷°۳۰′۳۵″ شمالی ۰۲°۵۲′۳۰″ شرقی / ۴۷٫۵۰۹۷۲°شمالی ۲٫۸۷۵۰۰°شرقی        | [ ۳ ]             |
| بلویارسک                       | 2            | ۱٬۵۹۷            | روسیه               | ۵۶°۵۰′۳۰″ شمالی ۶۱°۱۹′۲۱″ شرقی / ۵۶٫۸۴۱۶۷°شمالی ۶۱٫۳۲۲۵۰°شرقی       |                   |
| بیلیبینو                       | 3            | ۳۳               | روسیه               | ۶۸°۳′۱″ شمالی ۱۶۶°۳۲′۱۹″ شرقی / ۶۸٫۰۵۰۲۸°شمالی ۱۶۶٫۵۳۸۶۱°شرقی       |                   |
| بلایایس                        | 4            | ۳٬۶۴۰            | فرانسه              | ۴۵°۱۵′۲۱″ شمالی ۰۰°۴۱′۳۵″ غربی / ۴۵٫۲۵۵۸۳°شمالی ۰٫۶۹۳۰۶°غربی        | [ ۳ ]             |
| بونیک                          | 2            | ۹۴۳              | اسلواکی             | ۴۸°۲۹′۴۰″ شمالی ۱۷°۴۰′۵۵″ شرقی / ۴۸٫۴۹۴۴۴°شمالی ۱۷٫۶۸۱۹۴°شرقی       |                   |
| بروکسل                         | 1            | ۴۸۲              | هلند                | ۵۱°۲۵′۵۱″ شمالی ۳°۴۳′۰۶″ شرقی / ۵۱٫۴۳۰۸۳°شمالی ۳٫۷۱۸۳۳°شرقی         |                   |
| برِیدوود                        | 2            | ۲٬۳۳۰            | ایالات متحده آمریکا | ۴۱°۱۴′۳۷″ شمالی ۸۸°۱۳′۴۵″ غربی / ۴۱٫۲۴۳۶۱°شمالی ۸۸٫۲۲۹۱۷°غربی       |                   |
| برونز فری                      | 3            | ۳٬۳۰۰            | ایالات متحده آمریکا | ۳۴°۴۲′۱۴″ شمالی ۸۷°۰۷′۰۷″ غربی / ۳۴٫۷۰۳۸۹°شمالی ۸۷٫۱۱۸۶۱°غربی       |                   |
| بروس                           | 8            | ۶٬۶۰۰            | کانادا              | ۴۴°۱۹′۳۱″ شمالی ۸۱°۳۵′۵۸″ غربی / ۴۴٫۳۲۵۲۸°شمالی ۸۱٫۵۹۹۴۴°غربی       | [ ۴ ] [ ۵ ] [ ۶ ] |
| برونسویک                       | 2            | ۱٬۸۵۸            | ایالات متحده آمریکا | ۳۳°۵۷′۳۰″ شمالی ۷۸°۰′۳۷″ غربی / ۳۳٫۹۵۸۳۳°شمالی ۷۸٫۰۱۰۲۸°غربی        |                   |
| بوگِی                           | 4            | ۳٬۵۸۰            | فرانسه              | ۴۵°۴۸′۰۰″ شمالی ۰۵°۱۶′۱۵″ شرقی / ۴۵٫۸۰۰۰۰°شمالی ۵٫۲۷۰۸۳°شرقی        | [ ۳ ]             |
| بوشهر                          | 1            | ۹۱۵              | ایران               | ۲۸°۴۹′۴۷″ شمالی ۵۰°۵۳′۱۰″ شرقی / ۲۸٫۸۲۹۷۲°شمالی ۵۰٫۸۸۶۱۱°شرقی       |                   |
| بایرون                         | 2            | ۲٬۳۰۰            | ایالات متحده آمریکا | ۴۲°۴′۲۷″ شمالی ۸۹°۱۶′۵۵″ غربی / ۴۲٫۰۷۴۱۷°شمالی ۸۹٫۲۸۱۹۴°غربی        |                   |
| کال اوِی                        | 1            | ۱٬۱۹۰            | ایالات متحده آمریکا | ۳۸°۴۵′۴۲″ شمالی ۹۱°۴۶′۴۸″ غربی / ۳۸٫۷۶۱۶۷°شمالی ۹۱٫۷۸۰۰۰°غربی       |                   |
| کالورت کلیفس                   | 2            | ۱٬۷۳۵            | ایالات متحده آمریکا | ۳۸°۲۵′۵۵″ شمالی ۷۶°۲۶′۳۲″ غربی / ۳۸٫۴۳۱۹۴°شمالی ۷۶٫۴۴۲۲۲°غربی       |                   |
| کاتاوبا                        | 2            | ۲٬۲۵۸            | ایالات متحده آمریکا | ۳۵°۳′۶″ شمالی ۸۱°۴′۱۲″ غربی / ۳۵٫۰۵۱۶۷°شمالی ۸۱٫۰۷۰۰۰°غربی          |                   |
| کاتِنوم                         | 4            | ۵٬۲۰۰            | فرانسه              | ۴۹°۲۴′۵۷″ شمالی ۰۶°۱۳′۰۵″ شرقی / ۴۹٫۴۱۵۸۳°شمالی ۶٫۲۱۸۰۶°شرقی        | [ ۳ ]             |
| سرناوودا                       | 2            | ۱٬۳۰۰            | رومانی              | ۴۴°۱۹′۲۰″ شمالی ۲۸°۰۳′۲۶″ شرقی / ۴۴٫۳۲۲۲۲°شمالی ۲۸٫۰۵۷۲۲°شرقی       |                   |
| چانگ جیانگ                     | 2            | ۱٬۲۲۰            | چین                 | ۱۹°۲۷′۳۷″ شمالی ۱۰۸°۵۴′۰″ شرقی / ۱۹٫۴۶۰۲۸°شمالی ۱۰۸٫۹۰۰۰۰°شرقی      | [ ۷ ]             |
| چشمه                           | 4            | ۱٬۲۳۰            | پاکستان             | ۳۲°۲۳′۲۵″ شمالی ۷۱°۲۷′۴۵″ شرقی / ۳۲٫۳۹۰۲۸°شمالی ۷۱٫۴۶۲۵۰°شرقی       |                   |
| چینون                          | 4            | ۳٬۶۲۰            | فرانسه              | ۴۷°۱۳′۵۰″ شمالی ۰۰°۱۰′۱۴″ شرقی / ۴۷٫۲۳۰۵۶°شمالی ۰٫۱۷۰۵۶°شرقی        | [ ۳ ]             |
| چوز                            | 2            | ۳٬۰۰۰            | فرانسه              | ۵۰°۰۵′۲۴″ شمالی ۰۴°۴۷′۲۲″ شرقی / ۵۰٫۰۹۰۰۰°شمالی ۴٫۷۸۹۴۴°شرقی        | [ ۳ ]             |
| سیواکس                         | 2            | ۲٬۹۹۰            | فرانسه              | ۴۶°۲۷′۲۴″ شمالی ۰۰°۳۹′۱۰″ شرقی / ۴۶٫۴۵۶۶۷°شمالی ۰٫۶۵۲۷۸°شرقی        | [ ۳ ]             |
| کلینتون                        | 1            | ۱٬۰۴۳            | ایالات متحده آمریکا | ۴۰°۱۰′۲۰″ شمالی ۸۸°۵۰′۰۶″ غربی / ۴۰٫۱۷۲۲۲°شمالی ۸۸٫۸۳۵۰۰°غربی       |                   |
| کفرنتِس                         | 1            | ۱٬۰۶۴            | اسپانیا             | ۳۹°۱۳′۰۰″ شمالی ۰۱°۰۳′۰۰″ غربی / ۳۹٫۲۱۶۶۷°شمالی ۱٫۰۵۰۰۰°غربی        |                   |
| کولومبیا                       | 1            | ۱٬۱۰۷            | ایالات متحده آمریکا | ۴۶°۲۸′۱۶″ شمالی ۱۱۹°۲۰′۰۲″ غربی / ۴۶٫۴۷۱۱۱°شمالی ۱۱۹٫۳۳۳۸۹°غربی     |                   |
| کومانچ پیک                     | 2            | ۲٬۳۶۷            | ایالات متحده آمریکا | ۳۲°۱۷′۵۴″ شمالی ۹۷°۴۷′۰۶″ غربی / ۳۲٫۲۹۸۳۳°شمالی ۹۷٫۷۸۵۰۰°غربی       |                   |
| کوپر                           | 1            | ۷۷۰              | ایالات متحده آمریکا | ۴۰°۲۱′۴۳″ شمالی ۹۵°۳۸′۲۹″ غربی / ۴۰٫۳۶۱۹۴°شمالی ۹۵٫۶۴۱۳۹°غربی       |                   |
| کروئاس                         | 4            | ۳٬۶۶۰            | فرانسه              | ۴۴°۳۷′۵۹″ شمالی ۰۴°۴۵′۲۴″ شرقی / ۴۴٫۶۳۳۰۶°شمالی ۴٫۷۵۶۶۷°شرقی        | [ ۳ ]             |
| دامپییره                       | 4            | ۳٬۵۶۰            | فرانسه              | ۴۷°۴۳′۵۹″ شمالی ۰۲°۳۱′۰۰″ شرقی / ۴۷٫۷۳۳۰۶°شمالی ۲٫۵۱۶۶۷°شرقی        | [ ۳ ]             |
| دارلینگتون                     | 4            | ۳٬۵۱۲            | کانادا              | ۴۳°۵۲′۲۲″ شمالی ۷۸°۴۳′۱۱″ غربی / ۴۳٫۸۷۲۷۸°شمالی ۷۸٫۷۱۹۷۲°غربی       |                   |
| داویس بِس                       | 1            | ۹۶۵              | ایالات متحده آمریکا | ۴۱°۳۵′۴۸″ شمالی ۸۳°۵′۱۱″ غربی / ۴۱٫۵۹۶۶۷°شمالی ۸۳٫۰۸۶۳۹°غربی        |                   |
| دریاچه دایا                    | 2            | ۱٬۸۸۸            | چین                 | ۲۲°۳۵′۵۲″ شمالی ۱۱۴°۳۲′۳۷″ شرقی / ۲۲٫۵۹۷۷۸°شمالی ۱۱۴٫۵۴۳۶۱°شرقی     | [ ۷ ] [ ۸ ]       |
| دیابلو کانیون                  | 2            | ۲٬۲۴۰            | ایالات متحده آمریکا | ۳۵°۱۲′۳۹″ شمالی ۱۲۰°۵۱′۲۲″ غربی / ۳۵٫۲۱۰۸۳°شمالی ۱۲۰٫۸۵۶۱۱°غربی     |                   |
| دوئل                           | 4            | ۲٬۹۱۱            | بلژیک               | ۵۱°۱۹′۲۹″ شمالی ۰۴°۱۵′۳۱″ شرقی / ۵۱٫۳۲۴۷۲°شمالی ۴٫۲۵۸۶۱°شرقی        |                   |
| دونالد کوک                     | 2            | ۲٬۰۶۹            | ایالات متحده آمریکا | ۴۱°۵۸′۳۱″ شمالی ۸۶°۳۳′۵۷″ غربی / ۴۱٫۹۷۵۲۸°شمالی ۸۶٫۵۶۵۸۳°غربی       |                   |
| درسدن                          | 2            | ۱٬۷۳۴            | ایالات متحده آمریکا | ۴۱°۲۳′۲۳″ شمالی ۸۸°۱۶′۵″ غربی / ۴۱٫۳۸۹۷۲°شمالی ۸۸٫۲۶۸۰۶°غربی        |                   |
| دوکووانی                       | 4            | ۱٬۸۷۸            | جمهوری چک           | ۴۹°۰۵′۰۶″ شمالی ۱۶°۰۸′۵۶″ شرقی / ۴۹٫۰۸۵۰۰°شمالی ۱۶٫۱۴۸۸۹°شرقی       |                   |
| ادوین هتچ                      | 2            | ۱٬۷۵۹            | ایالات متحده آمریکا | ۳۱°۵۶′۰۳″ شمالی ۸۲°۲۰′۳۸″ غربی / ۳۱٫۹۳۴۱۷°شمالی ۸۲٫۳۴۳۸۹°غربی       |                   |
| امبالسه                        | 1            | ۶۰۰              | آرژانتین            | ۳۲°۱۳′۵۵″جنوبی ۶۴°۲۶′۳۵″غربی / ۳۲٫۲۳۲°جنوبی ۶۴٫۴۴۳°غربی             | [ ۹ ]             |
| فرمی                           | 1            | ۱٬۱۲۲            | ایالات متحده آمریکا | ۴۱°۵۷′۴۶″ شمالی ۸۳°۱۵′۲۷″ غربی / ۴۱٫۹۶۲۷۸°شمالی ۸۳٫۲۵۷۵۰°غربی       |                   |
| امسلند                         | 1            | ۱٬۳۲۹            | آلمان               | ۵۲°۲۸′۲۷″ شمالی ۰۷°۱۹′۰۴″ شرقی / ۵۲٫۴۷۴۱۷°شمالی ۷٫۳۱۷۷۸°شرقی        |                   |
| فانگ چنگ گانگ                  | 2            | ۲٬۰۰۰            | چین                 | ۲۱°۴۰′۰۰″ شمالی ۱۰۸°۳۳′۴۷″ شرقی / ۲۱٫۶۶۶۶۷°شمالی ۱۰۸٫۵۶۳۰۶°شرقی     | [ ۷ ]             |
| فانگ جاشان                     | 2            | ۲٬۰۰۰            | چین                 | ۳۰°۲۶′۲۹″ شمالی ۱۲۰°۵۶′۳۰″ شرقی / ۳۰٫۴۴۱۳۹°شمالی ۱۲۰٫۹۴۱۶۷°شرقی     | [ ۷ ]             |
| فلامانویله                     | 2            | ۲٬۶۶۰            | فرانسه              | ۴۹°۳۲′۱۱″ شمالی ۰۱°۵۲′۵۴″ غربی / ۴۹٫۵۳۶۳۹°شمالی ۱٫۸۸۱۶۷°غربی        | [ ۳ ]             |
| فورسمارک                       | 3            | ۳٬۱۳۸            | سوئد                | ۶۰°۲۴′۱۲″ شمالی ۱۸°۱۰′۰۰″ شرقی / ۶۰٫۴۰۳۳۳°شمالی ۱۸٫۱۶۶۶۷°شرقی       |                   |
| فوکینگ                         | 6            | ۶٬۱۲۰            | چین                 | ۲۵°۲۶′۳۹″ شمالی ۱۱۹°۲۶′۴۶″ شرقی / ۲۵٫۴۴۴۱۷°شمالی ۱۱۹٫۴۴۶۱۱°شرقی     | [ ۷ ]             |
| جنکای                          | 2            | ۲٬۲۵۴            | ژاپن                | ۳۳°۳۰′۵۶″ شمالی ۱۲۹°۵۰′۱۴″ شرقی / ۳۳٫۵۱۵۵۶°شمالی ۱۲۹٫۸۳۷۲۲°شرقی     | [ ۱۰ ] [ ۱۱ ]     |
| جینا                           | 1            | ۶۱۰              | ایالات متحده آمریکا | ۴۳°۱۶′۴۰″ شمالی ۷۷°۱۸′۳۶″ غربی / ۴۳٫۲۷۷۷۸°شمالی ۷۷٫۳۱۰۰۰°غربی       |                   |
| گوسگِن                          | 1            | ۱٬۰۱۰            | سوئیس               | ۴۷°۲۱′۵۷″ شمالی ۰۷°۵۸′۰۰″ شرقی / ۴۷٫۳۶۵۸۳°شمالی ۷٫۹۶۶۶۷°شرقی        |                   |
| گلفک                           | 2            | ۲٬۶۲۰            | فرانسه              | ۴۴°۰۶′۲۴″ شمالی ۰۰°۵۰′۴۳″ شرقی / ۴۴٫۱۰۶۶۷°شمالی ۰٫۸۴۵۲۸°شرقی        | [ ۳ ]             |
| گرند گلگف (خلیج بزرگ)          | 1            | ۱٬۴۱۹            | ایالات متحده آمریکا | ۳۲°۰′۲۴″ شمالی ۹۱°۲′۵۴″ غربی / ۳۲٫۰۰۶۶۷°شمالی ۹۱٫۰۴۸۳۳°غربی         |                   |
| گریو لاینز                     | 6            | ۵٬۴۶۰            | فرانسه              | ۵۱°۰۰′۵۵″ شمالی ۰۲°۰۸′۱۰″ شرقی / ۵۱٫۰۱۵۲۸°شمالی ۲٫۱۳۶۱۱°شرقی        | [ ۳ ]             |
| های یانگ                       | 1            | ۱٬۰۰۰            | چین                 | ۳۶°۴۲′۳۳″ شمالی ۱۲۱°۲۲′۵۴″ شرقی / ۳۶٫۷۰۹۱۷°شمالی ۱۲۱٫۳۸۱۶۷°شرقی     | [ ۷ ]             |
| هاماُکا                         | 3            | ۳٬۴۷۳            | ژاپن                | ۳۴°۳۷′۲۵″ شمالی ۱۳۸°۰۸′۳۳″ شرقی / ۳۴٫۶۲۳۶۱°شمالی ۱۳۸٫۱۴۲۵۰°شرقی     | [ ۱۰ ]            |
| هانبیت                         | 6            | ۵٬۸۷۵            | کره جنوبی           | ۳۵°۲۴′۵۴″ شمالی ۱۲۶°۲۵′۲۶″ شرقی / ۳۵٫۴۱۵۰۰°شمالی ۱۲۶٫۴۲۳۸۹°شرقی     | [ ۱۲ ]            |
| هانیول                         | 7            | ۷٬۲۶۴            | کره جنوبی           | ۳۷°۵′۳۴″ شمالی ۱۲۹°۲۳′۱″ شرقی / ۳۷٫۰۹۲۷۸°شمالی ۱۲۹٫۳۸۳۶۱°شرقی       | [ ۱۲ ]            |
| هارتلپول                       | 2            | ۱٬۱۹۰            | بریتانیا            | ۵۴°۳۸′۰۶″ شمالی ۰۱°۱۰′۵۱″ غربی / ۵۴٫۶۳۵۰۰°شمالی ۱٫۱۸۰۸۳°غربی        |                   |
| رابینسون                       | 1            | ۷۳۵              | ایالات متحده آمریکا | ۳۴°۲۴′۱۰″ شمالی ۸۰°۹′۳۰″ غربی / ۳۴٫۴۰۲۷۸°شمالی ۸۰٫۱۵۸۳۳°غربی        |                   |
| هیشام                          | 4            | ۲٬۴۰۰            | بریتانیا            | ۵۴°۰۱′۴۴″ شمالی ۰۲°۵۴′۵۸″ غربی / ۵۴٫۰۲۸۸۹°شمالی ۲٫۹۱۶۱۱°غربی        |                   |
| هیگاشیدوری                     | 1            | ۱٬۰۶۷            | ژاپن                | ۴۱°۱۱′۱۷″ شمالی ۱۴۱°۲۳′۲۵″ شرقی / ۴۱٫۱۸۸۰۶°شمالی ۱۴۱٫۳۹۰۲۸°شرقی     | [ ۱۰ ]            |
| هونگیانهی                      | 6            | ۶٬۲۴۴            | چین                 | ۳۹°۴۷′۵۲″ شمالی ۱۲۱°۲۸′۱۹″ شرقی / ۳۹٫۷۹۷۷۸°شمالی ۱۲۱٫۴۷۱۹۴°شرقی     | [ ۷ ] [ ۸ ]       |
| هُپ کریک (برکه امید)            | 1            | ۱٬۱۹۱            | ایالات متحده آمریکا | ۳۹°۲۸′۰۴″ شمالی ۷۵°۳۲′۱۷″ غربی / ۳۹٫۴۶۷۷۸°شمالی ۷۵٫۵۳۸۰۶°غربی       |                   |
| ایکاتا                         | 1            | ۸۴۵              | ژاپن                | ۳۳°۲۹′۲۷″ شمالی ۱۳۲°۱۸′۴۱″ شرقی / ۳۳٫۴۹۰۸۳°شمالی ۱۳۲٫۳۱۱۳۹°شرقی     |                   |
| ایسار                          | 1            | ۱٬۴۱۰            | آلمان               | ۴۸°۳۶′۲۰″ شمالی ۱۲°۱۷′۳۵″ شرقی / ۴۸٫۶۰۵۵۶°شمالی ۱۲٫۲۹۳۰۶°شرقی       |                   |
| جیمز فیتز پاتریک               | 1            | ۸۳۸              | ایالات متحده آمریکا | ۴۳°۳۱٫۴′ شمالی ۷۶°۲۳٫۹′ غربی / ۴۳٫۵۲۳۳°شمالی ۷۶٫۳۹۸۳°غربی           |                   |
| جوزف فارلی                     | 2            | ۱٬۷۱۱            | ایالات متحده آمریکا | ۳۱°۱۳′۲۳″ شمالی ۸۵°۰۶′۴۲″ غربی / ۳۱٫۲۲۳۰۶°شمالی ۸۵٫۱۱۱۶۷°غربی       |                   |
| کالینین                        | 4            | ۳٬۸۰۰            | روسیه               | ۵۷°۵۴′۲۰″ شمالی ۳۵°۰۳′۳۷″ شرقی / ۵۷٫۹۰۵۵۶°شمالی ۳۵٫۰۶۰۲۸°شرقی       |                   |
| کایگا                          | 4            | ۸۰۸              | هند                 | ۱۴°۵۱′۵۵″ شمالی ۷۴°۲۶′۲۲″ شرقی / ۱۴٫۸۶۵۲۸°شمالی ۷۴٫۴۳۹۴۴°شرقی       |                   |
| کاکراپار                       | 3            | ۱٬۰۳۴            | هند                 | ۲۱°۱۴′۱۹″ شمالی ۷۳°۲۱′۰۰″ شرقی / ۲۱٫۲۳۸۶۱°شمالی ۷۳٫۳۵۰۰۰°شرقی       |                   |
| کراچی                          | 2            | ۲٬۰۲۸            | پاکستان             | ۲۴°۵۰′۴۹٫۸″ شمالی ۶۶°۴۷′۱۷٫۷″ شرقی / ۲۴٫۸۴۷۱۶۷°شمالی ۶۶٫۷۸۸۲۵۰°شرقی | [ ۱۳ ]            |
| کاشیوازاکی-کاریوا              | 7            | ۷٬۹۶۵            | ژاپن                | ۳۷°۲۵′۴۵″ شمالی ۱۳۸°۳۵′۴۳″ شرقی / ۳۷٫۴۲۹۱۷°شمالی ۱۳۸٫۵۹۵۲۸°شرقی     | [ ۱۰ ] [ ۱۴ ]     |
| خملنیتسکی                      | 2            | ۱٬۹۰۰            | اوکراین             | ۵۰°۱۸′۵″ شمالی ۲۶°۳۸′۵۹″ شرقی / ۵۰٫۳۰۱۳۹°شمالی ۲۶٫۶۴۹۷۲°شرقی        |                   |
| کوبرگ                          | 2            | ۱٬۸۳۰            | آفریقای جنوبی       | ۳۳°۴۰′۳۵″ جنوبی ۱۸°۲۵′۵۵″ شرقی / ۳۳٫۶۷۶۳۹°جنوبی ۱۸٫۴۳۱۹۴°شرقی       |                   |
| کولا                           | 4            | ۱٬۶۴۴            | روسیه               | ۶۷°۲۸′۰۰″ شمالی ۳۲°۲۸′۰۰″ شرقی / ۶۷٫۴۶۶۶۷°شمالی ۳۲٫۴۶۶۶۷°شرقی       |                   |
| کُری                            | 7            | ۷٬۴۸۹            | کره جنوبی           | ۳۵°۱۹′۰۱″ شمالی ۱۲۹°۱۸′۰۰″ شرقی / ۳۵٫۳۱۶۹۴°شمالی ۱۲۹٫۳۰۰۰۰°شرقی     |                   |
| کوزلودوی                       | 2            | ۲٬۰۰۶            | بلغارستان           | ۴۳°۴۴′۴۶″ شمالی ۲۳°۴۶′۱۴″ شرقی / ۴۳٫۷۴۶۱۱°شمالی ۲۳٫۷۷۰۵۶°شرقی       |                   |
| کروسکو                         | 1            | ۶۸۸              | اسلوونی             | ۴۵°۵۶′۱۸″ شمالی ۱۵°۳۰′۵۶″ شرقی / ۴۵٫۹۳۸۳۳°شمالی ۱۵٫۵۱۵۵۶°شرقی       |                   |
| کواُشنگ                         | 1            | ۹۸۵              | تایوان              | ۲۵°۱۲′۱۱″ شمالی ۱۲۱°۳۹′۴۶″ شرقی / ۲۵٫۲۰۳۰۶°شمالی ۱۲۱٫۶۶۲۷۸°شرقی     | [ ۱۵ ]            |
| کودانکولام                     | 2            | ۱٬۸۳۴            | هند                 | ۸°۱۰′۰۶″ شمالی ۷۷°۴۲′۴۵″ شرقی / ۸٫۱۶۸۳۳°شمالی ۷۷٫۷۱۲۵۰°شرقی         |                   |
| کرسک                           | 3            | ۲٬۷۷۵            | روسیه               | ۵۱°۴۰′۳۰″ شمالی ۳۵°۳۶′۲۰″ شرقی / ۵۱٫۶۷۵۰۰°شمالی ۳۵٫۶۰۵۵۶°شرقی       |                   |
| لاگونا ورده                    | 2            | ۱٬۳۰۰            | مکزیک               | ۱۹°۴۳′۱۵″ شمالی ۹۶°۲۴′۲۳″ غربی / ۱۹٫۷۲۰۸۳°شمالی ۹۶٫۴۰۶۳۹°غربی       |                   |
| لاسال                          | 2            | ۲٬۲۳۸            | ایالات متحده آمریکا | ۴۱°۱۴′۴۴″ شمالی ۸۸°۴۰′۹″ غربی / ۴۱٫۲۴۵۵۶°شمالی ۸۸٫۶۶۹۱۷°غربی        |                   |
| لیبستات                        | 1            | ۱٬۱۹۰            | سوئیس               | ۴۷°۳۶′۱۱″ شمالی ۰۸°۱۱′۰۵″ شرقی / ۴۷٫۶۰۳۰۶°شمالی ۸٫۱۸۴۷۲°شرقی        |                   |
| لنینگراد                       | 2            | ۱٬۸۵۰            | روسیه               | ۵۹°۵۰′۵۰″ شمالی ۲۹°۰۲′۳۷″ شرقی / ۵۹٫۸۴۷۲۲°شمالی ۲۹٫۰۴۳۶۱°شرقی       |                   |
| لنینگراد 2                     | 2            | ۲٬۱۶۷            | روسیه               | ۵۹°۴۹′۵۰″ شمالی ۲۹°۳′۲۶″ شرقی / ۵۹٫۸۳۰۵۶°شمالی ۲۹٫۰۵۷۲۲°شرقی        |                   |
| لیمریک                         | 2            | ۲٬۲۶۴            | ایالات متحده آمریکا | ۴۰°۱۳′۳۶″ شمالی ۷۵°۳۵′۱۴″ غربی / ۴۰٫۲۲۶۶۷°شمالی ۷۵٫۵۸۷۲۲°غربی       |                   |
| لینگ آئو                       | 4            | ۳٬۸۷۶            | چین                 | ۲۲°۳۶′۱۷″ شمالی ۱۱۴°۳۳′۵″ شرقی / ۲۲٫۶۰۴۷۲°شمالی ۱۱۴٫۵۵۱۳۹°شرقی      | [ ۷ ] [ ۸ ]       |
| لاویسا                         | 2            | ۱٬۰۱۴            | فنلاند              | ۶۰°۲۲′۲۰″ شمالی ۲۶°۲۰′۵۰″ شرقی / ۶۰٫۳۷۲۲۲°شمالی ۲۶٫۳۴۷۲۲°شرقی       |                   |
| مک گوایر                       | 2            | ۲٬۲۰۰            | ایالات متحده آمریکا | ۳۵°۲۵′۵۷″ شمالی ۸۰°۵۶′۵۴″ غربی / ۳۵٫۴۳۲۵۰°شمالی ۸۰٫۹۴۸۳۳°غربی       |                   |
| مانشان                         | 2            | ۱٬۸۴۱            | تایوان              | ۲۱°۵۷′۲۹″ شمالی ۱۲۰°۴۵′۶″ شرقی / ۲۱٫۹۵۸۰۶°شمالی ۱۲۰٫۷۵۱۶۷°شرقی      |                   |
| مادراس                         | 2            | ۴۱۰              | هند                 | ۱۲°۳۳′۲۷″ شمالی ۸۰°۱۰′۳۰″ شرقی / ۱۲٫۵۵۷۵۰°شمالی ۸۰٫۱۷۵۰۰°شرقی       |                   |
| متسامور                        | 1            | ۴۴۸              | ارمنستان            | ۴۰°۱۰′۵۱″ شمالی ۴۴°۸′۵۶″ شرقی / ۴۰٫۱۸۰۸۳°شمالی ۴۴٫۱۴۸۸۹°شرقی        |                   |
| میهاما                         | 1            | ۷۸۰              | ژاپن                | ۳۵°۴۲′۱۲″ شمالی ۱۳۵°۵۷′۴۸″ شرقی / ۳۵٫۷۰۳۳۳°شمالی ۱۳۵٫۹۶۳۳۳°شرقی     |                   |
| مایلستون                       | 3            | ۲٬۱۰۲            | ایالات متحده آمریکا | ۴۱°۱۸′۴۳″ شمالی ۷۲°۱۰′۰۷″ غربی / ۴۱٫۳۱۱۹۴°شمالی ۷۲٫۱۶۸۶۱°غربی       |                   |
| مونتیسللو                      | 1            | ۶۴۷              | ایالات متحده آمریکا | ۴۵°۲۰′۱″ شمالی ۹۳°۵۰′۵۷″ غربی / ۴۵٫۳۳۳۶۱°شمالی ۹۳٫۸۴۹۱۷°غربی        |                   |
| موشووسه                        | 2            | ۹۰۵              | اسلواکی             | ۴۸°۱۵′۵۰″ شمالی ۱۸°۲۷′۲۵″ شرقی / ۴۸٫۲۶۳۸۹°شمالی ۱۸٫۴۵۶۹۴°شرقی       |                   |
| نارورا                         | 2            | ۴۰۴              | هند                 | ۲۸°۰۹′۲۹″ شمالی ۷۸°۲۴′۳۴″ شرقی / ۲۸٫۱۵۸۰۶°شمالی ۷۸٫۴۰۹۴۴°شرقی       |                   |
| نکاروستهایم                    | 1            | ۱٬۳۱۰            | آلمان               | ۴۹°۰۲′۳۰″ شمالی ۰۹°۱۰′۳۰″ شرقی / ۴۹٫۰۴۱۶۷°شمالی ۹٫۱۷۵۰۰°شرقی        |                   |
| ناین مایل پوینت (نقطه نه مایل) | 2            | ۱٬۷۶۴            | ایالات متحده آمریکا | ۴۳°۳۱′۱۵″ شمالی ۷۶°۲۴′۲۵″ غربی / ۴۳٫۵۲۰۸۳°شمالی ۷۶٫۴۰۶۹۴°غربی       |                   |
| نینگده                         | 4            | ۴٬۰۷۲            | چین                 | ۲۷°۰۲′۴۶″ شمالی ۱۲۰°۱۷′۱۸″ شرقی / ۲۷٫۰۴۶۱۱°شمالی ۱۲۰٫۲۸۸۳۳°شرقی     | [ ۷ ] [ ۸ ]       |
| نوجنت                          | 2            | ۲٬۶۲۰            | فرانسه              | ۴۸°۳۰′۵۵″ شمالی ۰۳°۳۱′۰۴″ شرقی / ۴۸٫۵۱۵۲۸°شمالی ۳٫۵۱۷۷۸°شرقی        | [ ۳ ]             |
| نورث آننا                      | 2            | ۱٬۸۷۵            | ایالات متحده آمریکا | ۳۸°۰۳′۳۸″ شمالی ۷۷°۴۷′۲۲″ غربی / ۳۸٫۰۶۰۵۶°شمالی ۷۷٫۷۸۹۴۴°غربی       |                   |
| نوووورنژ                       | 3            | ۱٬۷۲۰            | روسیه               | ۵۱°۱۶′۳۰″ شمالی ۳۹°۱۲′۰۰″ شرقی / ۵۱٫۲۷۵۰۰°شمالی ۳۹٫۲۰۰۰۰°شرقی       |                   |
| نوووورنژ 2                     | 2            | ۲٬۲۲۸            | روسیه               | ۵۹°۴۹′۵۰″ شمالی ۲۹°۳′۲۶″ شرقی / ۵۹٫۸۳۰۵۶°شمالی ۲۹٫۰۵۷۲۲°شرقی        |                   |
| اوکنی                          | 3            | ۲٬۵۳۸            | ایالات متحده آمریکا | ۳۴°۴۷′۳۸″ شمالی ۸۲°۵۳′۵۳″ غربی / ۳۴٫۷۹۳۸۹°شمالی ۸۲٫۸۹۸۰۶°غربی       |                   |
| اویی                           | 2            | ۲٬۲۵۴            | ژاپن                | ۳۵°۳۲′۲۶″ شمالی ۱۳۵°۳۹′۰۷″ شرقی / ۳۵٫۵۴۰۵۶°شمالی ۱۳۵٫۶۵۱۹۴°شرقی     | [ ۱۰ ]            |
| اولکیلوتو                      | 3            | ۳٬۳۸۰            | فنلاند              | ۶۱°۱۴′۱۳″ شمالی ۲۱°۲۶′۲۷″ شرقی / ۶۱٫۲۳۶۹۴°شمالی ۲۱٫۴۴۰۸۳°شرقی       |                   |
| اوناگاوا                       | 2            | ۱٬۵۹۲            | ژاپن                | ۳۸°۲۴′۰۴″ شمالی ۱۴۱°۲۹′۵۹″ شرقی / ۳۸٫۴۰۱۱۱°شمالی ۱۴۱٫۴۹۹۷۲°شرقی     | [ ۱۰ ]            |
| اوسکارشامن                     | 1            | ۱٬۴۰۰            | سوئد                | ۵۷°۲۴′۵۶″ شمالی ۱۶°۴۰′۱۶″ شرقی / ۵۷٫۴۱۵۵۶°شمالی ۱۶٫۶۷۱۱۱°شرقی       |                   |
| پاکس                           | 4            | ۱٬۸۸۹            | مجارستان            | ۴۶°۳۴′۲۱″ شمالی ۱۸°۵۱′۱۵″ شرقی / ۴۶٫۵۷۲۵۰°شمالی ۱۸٫۸۵۴۱۷°شرقی       |                   |
| پالو ورده                      | 3            | ۳٬۹۴۲            | ایالات متحده آمریکا | ۳۳°۲۳′۲۱″ شمالی ۱۱۲°۵۱′۵۴″ غربی / ۳۳٫۳۸۹۱۷°شمالی ۱۱۲٫۸۶۵۰۰°غربی     |                   |
| پالوءل                         | 4            | ۵٬۳۲۰            | فرانسه              | ۴۹°۵۱′۲۹″ شمالی ۰۰°۳۸′۰۸″ شرقی / ۴۹٫۸۵۸۰۶°شمالی ۰٫۶۳۵۵۶°شرقی        | [ ۳ ]             |
| پنلی                           | 2            | ۲٬۶۶۰            | فرانسه              | ۴۹°۵۸′۳۶″ شمالی ۰۱°۱۲′۴۳″ شرقی / ۴۹٫۹۷۶۶۷°شمالی ۱٫۲۱۱۹۴°شرقی        | [ ۳ ]             |
| پیچ باتم                       | 2            | ۲٬۲۳۴            | ایالات متحده آمریکا | ۳۹°۴۵′۳۰″ شمالی ۷۶°۱۶′۰۵″ غربی / ۳۹٫۷۵۸۳۳°شمالی ۷۶٫۲۶۸۰۶°غربی       |                   |
| پِری                            | 1            | ۱٬۲۴۰            | ایالات متحده آمریکا | ۴۱°۴۸′۰۳″ شمالی ۸۱°۰۸′۳۶″ غربی / ۴۱٫۸۰۰۸۳°شمالی ۸۱٫۱۴۳۳۳°غربی       |                   |
| پیکرینگ                        | 6            | ۳٬۰۹۴            | کانادا              | ۴۳°۴۸′۴۲″ شمالی ۷۹°۰۳′۵۷″ غربی / ۴۳٫۸۱۱۶۷°شمالی ۷۹٫۰۶۵۸۳°غربی       |                   |
| پوینت بیچ                      | 2            | ۱٬۱۸۲            | ایالات متحده آمریکا | ۴۴°۱۶′۵۲″ شمالی ۸۷°۳۲′۱۲″ غربی / ۴۴٫۲۸۱۱۱°شمالی ۸۷٫۵۳۶۶۷°غربی       |                   |
| پوینت لپریاو                   | 1            | ۶۳۵              | کانادا              | ۴۵°۰۴′۰۸″ شمالی ۶۶°۲۷′۱۷″ غربی / ۴۵٫۰۶۸۸۹°شمالی ۶۶٫۴۵۴۷۲°غربی       |                   |
| جزیره پرایریه                  | 2            | ۱٬۱۱۴            | ایالات متحده آمریکا | ۴۴°۳۷′۱۸″ شمالی ۹۲°۳۷′۵۹″ غربی / ۴۴٫۶۲۱۶۷°شمالی ۹۲٫۶۳۳۰۶°غربی       |                   |
| کینشان                         | 7            | ۴٬۱۰۱            | چین                 | ۳۰°۲۶′۰۸″ شمالی ۱۲۰°۵۷′۲۳″ شرقی / ۳۰٫۴۳۵۵۶°شمالی ۱۲۰٫۹۵۶۳۹°شرقی     | [ ۷ ] [ ۸ ]       |
| کواد سیتیز                     | 2            | ۱٬۷۷۴            | ایالات متحده آمریکا | ۴۱°۴۳′۳۵″ شمالی ۹۰°۱۸′۳۶″ غربی / ۴۱٫۷۲۶۳۹°شمالی ۹۰٫۳۱۰۰۰°غربی       |                   |
| رجاستان                        | 6            | ۱٬۰۸۵            | هند                 | ۲۴°۵۲′۲۰″ شمالی ۷۵°۳۶′۵۰″ شرقی / ۲۴٫۸۷۲۲۲°شمالی ۷۵٫۶۱۳۸۹°شرقی       |                   |
| رینقال                         | 2            | ۲٬۱۸۹            | سوئد                | ۵۷°۱۵′۳۵″ شمالی ۱۲°۰۶′۳۹″ شرقی / ۵۷٫۲۵۹۷۲°شمالی ۱۲٫۱۱۰۸۳°شرقی       |                   |
| ریوربند                        | 1            | ۹۶۷              | ایالات متحده آمریکا | ۳۰°۴۵٫۴′ شمالی ۹۱°۲۰′ غربی / ۳۰٫۷۵۶۷°شمالی ۹۱٫۳۳۳°غربی              |                   |
| ریونه                          | 4            | ۲٬۶۴۵            | اوکراین             | ۵۱°۱۹′۴۰″ شمالی ۲۵°۵۳′۳۰″ شرقی / ۵۱٫۳۲۷۷۸°شمالی ۲۵٫۸۹۱۶۷°شرقی       |                   |
| روستوف                         | 4            | ۳٬۹۲۲            | روسیه               | ۴۷°۳۵′۵۸″ شمالی ۴۲°۲۲′۱۹″ شرقی / ۴۷٫۵۹۹۴۴°شمالی ۴۲٫۳۷۱۹۴°شرقی       |                   |
| سنت آلبان                      | 2            | ۲٬۶۷۰            | فرانسه              | ۴۵°۲۴′۱۶″ شمالی ۰۴°۴۵′۱۶″ شرقی / ۴۵٫۴۰۴۴۴°شمالی ۴٫۷۵۴۴۴°شرقی        | [ ۳ ] [ ۱۶ ]      |
| سنت لورنت                      | 2            | ۱٬۸۳۰            | فرانسه              | ۴۷°۴۳′۱۲″ شمالی ۰۱°۳۴′۳۹″ شرقی / ۴۷٫۷۲۰۰۰°شمالی ۱٫۵۷۷۵۰°شرقی        | [ ۳ ]             |
| سنت لوئیس                      | 2            | ۱٬۶۷۸            | ایالات متحده آمریکا | ۲۷°۲۰′۵۵″ شمالی ۸۰°۱۴′۴۷″ غربی / ۲۷٫۳۴۸۶۱°شمالی ۸۰٫۲۴۶۳۹°غربی       |                   |
| سالم                           | 2            | ۲٬۳۳۲            | ایالات متحده آمریکا | ۳۹°۲۷′۴۶″ شمالی ۷۵°۳۲′۰۸″ غربی / ۳۹٫۴۶۲۷۸°شمالی ۷۵٫۵۳۵۵۶°غربی       |                   |
| سَنمِن                           | 2            | ۲٬۳۱۴            | چین                 | ۲۹°۰۶′۰۴″ شمالی ۱۲۱°۳۸′۲۳″ شرقی / ۲۹٫۱۰۱۱۱°شمالی ۱۲۱٫۶۳۹۷۲°شرقی     | [ ۷ ]             |
| سیبروک                         | 1            | ۱٬۲۴۷            | ایالات متحده آمریکا | ۴۲°۵۳′۵۶″ شمالی ۷۰°۵۱′۰۳″ غربی / ۴۲٫۸۹۸۸۹°شمالی ۷۰٫۸۵۰۸۳°غربی       |                   |
| سندای                          | 2            | ۱٬۶۹۲            | ژاپن                | ۳۱°۵۰′۰۱″ شمالی ۱۳۰°۱۱′۲۳″ شرقی / ۳۱٫۸۳۳۶۱°شمالی ۱۳۰٫۱۸۹۷۲°شرقی     | [ ۱۰ ]            |
| سکویا                          | 2            | ۲٬۲۷۸            | ایالات متحده آمریکا | ۳۵°۱۳′۳۵″ شمالی ۸۵°۰۵′۳۰″ غربی / ۳۵٫۲۲۶۳۹°شمالی ۸۵٫۰۹۱۶۷°غربی       |                   |
| شیرون هریس                     | 1            | ۹۶۴              | ایالات متحده آمریکا | ۳۵°۳۸٫۰′ شمالی ۷۸°۵۷٫۳′ غربی / ۳۵٫۶۳۳۳°شمالی ۷۸٫۹۵۵۰°غربی           |                   |
| دریاچه شیدائو                  | 1            | ۲۰۰              | چین                 | ۳۶°۵۸′۲۰″ شمالی ۱۲۲°۳۱′۴۴″ شرقی / ۳۶٫۹۷۲۲۲°شمالی ۱۲۲٫۵۲۸۸۹°شرقی     |                   |
| شیکا                           | 2            | ۱٬۶۱۳            | ژاپن                | ۳۷°۰۳′۴۰″ شمالی ۱۳۶°۴۳′۳۵″ شرقی / ۳۷٫۰۶۱۱۱°شمالی ۱۳۶٫۷۲۶۳۹°شرقی     |                   |
| شیمانی                         | 1            | ۷۸۹              | ژاپن                | ۳۵°۳۲′۱۸″ شمالی ۱۳۲°۵۹′۵۷″ شرقی / ۳۵٫۵۳۸۳۳°شمالی ۱۳۲٫۹۹۹۱۷°شرقی     |                   |
| سایزول-ب                       | 1            | ۱٬۱۸۸            | بریتانیا            | ۵۲°۱۲′۴۸″ شمالی ۰۱°۳۷′۰۷″ شرقی / ۵۲٫۲۱۳۳۳°شمالی ۱٫۶۱۸۶۱°شرقی        |                   |
| اسمولنسک                       | 3            | ۲٬۷۷۵            | روسیه               | ۵۴°۱۰′۰۹″ شمالی ۳۳°۱۴′۴۸″ شرقی / ۵۴٫۱۶۹۱۷°شمالی ۳۳٫۲۴۶۶۷°شرقی       |                   |
| جنوب تگزاس                     | 2            | ۲٬۵۶۰            | ایالات متحده آمریکا | ۲۸°۴۷′۴۴″ شمالی ۹۶°۰۲′۵۶″ غربی / ۲۸٫۷۹۵۵۶°شمالی ۹۶٫۰۴۸۸۹°غربی       |                   |
| جنوب اوکراین                   | 3            | ۲٬۸۵۰            | اوکراین             | ۴۷°۴۹′۰۰″ شمالی ۳۱°۱۳′۰۰″ شرقی / ۴۷٫۸۱۶۶۷°شمالی ۳۱٫۲۱۶۶۷°شرقی       |                   |
| شوری                           | 2            | ۱٬۶۳۸            | ایالات متحده آمریکا | ۳۷°۰۹′۵۶″ شمالی ۷۶°۴۱′۵۲″ غربی / ۳۷٫۱۶۵۵۶°شمالی ۷۶٫۶۹۷۷۸°غربی       |                   |
| ساسکوهانا                      | 2            | ۲٬۴۲۹            | ایالات متحده آمریکا | ۴۱°۰۵′۲۰″ شمالی ۷۶°۰۸′۵۶″ غربی / ۴۱٫۰۸۸۸۹°شمالی ۷۶٫۱۴۸۸۹°غربی       |                   |
| تایشان                         | 2            | ۳٬۳۲۰            | چین                 | ۲۱°۵۴′۳۴″ شمالی ۱۱۲°۵۸′۴۵″ شرقی / ۲۱٫۹۰۹۴۴°شمالی ۱۱۲٫۹۷۹۱۷°شرقی     | [ ۷ ]             |
| تاکاهاما                       | 4            | ۳٬۲۲۰            | ژاپن                | xcd                                                                 | [ ۱۰ ]            |
| تاراپور                        | 4            | ۱٬۲۸۰            | هند                 | ۱۹°۴۹′۴۰″ شمالی ۷۲°۳۹′۴۰″ شرقی / ۱۹٫۸۲۷۷۸°شمالی ۷۲٫۶۶۱۱۱°شرقی       |                   |
| تِمِلین                          | 2            | ۲٬۰۵۶            | جمهوری چک           | ۴۹°۱۰′۴۸″ شمالی ۱۴°۲۲′۳۴″ شرقی / ۴۹٫۱۸۰۰۰°شمالی ۱۴٫۳۷۶۱۱°شرقی       |                   |
| تیانوان                        | 6            | ۶٬۰۷۰            | چین                 | ۳۴°۴۱′۱۳″ شمالی ۱۱۹°۲۷′۳۵″ شرقی / ۳۴٫۶۸۶۹۴°شمالی ۱۱۹٫۴۵۹۷۲°شرقی     | [ ۷ ] [ ۸ ]       |
| تیهانگ                         | 3            | ۳٬۰۱۶            | بلژیک               | ۵۰°۳۲′۰۵″ شمالی ۰۵°۱۶′۲۱″ شرقی / ۵۰٫۵۳۴۷۲°شمالی ۵٫۲۷۲۵۰°شرقی        |                   |
| توکای                          | 1            | ۱٬۰۶۰            | ژاپن                | ۳۶°۲۷′۵۹″ شمالی ۱۴۰°۳۶′۲۴″ شرقی / ۳۶٫۴۶۶۳۹°شمالی ۱۴۰٫۶۰۶۶۷°شرقی     | [ ۱۰ ]            |
| توماری                         | 3            | ۱٬۹۶۶            | ژاپن                | ۴۳°۰۲′۱۰″ شمالی ۱۴۰°۳۰′۴۵″ شرقی / ۴۳٫۰۳۶۱۱°شمالی ۱۴۰٫۵۱۲۵۰°شرقی     | [ ۱۰ ]            |
| تورنِس                          | 2            | ۱٬۲۰۵            | بریتانیا            | ۵۵°۵۸′۰۵″ شمالی ۰۲°۲۴′۳۳″ غربی / ۵۵٫۹۶۸۰۶°شمالی ۲٫۴۰۹۱۷°غربی        |                   |
| تریکاستین                      | 4            | ۳٬۶۶۰            | فرانسه              | ۴۴°۱۹′۴۷″ شمالی ۰۴°۴۳′۵۶″ شرقی / ۴۴٫۳۲۹۷۲°شمالی ۴٫۷۳۲۲۲°شرقی        | [ ۳ ]             |
| تریللو                         | 1            | ۱٬۰۰۳            | اسپانیا             | ۴۰°۴۲′۰۴″ شمالی ۰۲°۳۷′۱۹″ غربی / ۴۰٫۷۰۱۱۱°شمالی ۲٫۶۲۱۹۴°غربی        |                   |
| تسوروگا                        | 1            | ۱٬۱۰۸            | ژاپن                | ۳۵°۴۰′۲۲″ شمالی ۱۳۶°۰۴′۳۸″ شرقی / ۳۵٫۶۷۲۷۸°شمالی ۱۳۶٫۰۷۷۲۲°شرقی     | [ ۱۰ ]            |
| تورکی پوینت                    | 2            | ۱٬۶۵۸            | ایالات متحده آمریکا | ۲۵°۲۶′۰۳″ شمالی ۸۰°۱۹′۵۰″ غربی / ۲۵٫۴۳۴۱۷°شمالی ۸۰٫۳۳۰۵۶°غربی       |                   |
| واندِلوس                        | 1            | ۱٬۰۴۵            | اسپانیا             | ۴۰°۵۷′۰۵″ شمالی ۰۰°۵۲′۰۰″ شرقی / ۴۰٫۹۵۱۳۹°شمالی ۰٫۸۶۶۶۷°شرقی        |                   |
| ویرجیل سامر                    | 1            | ۹۷۳              | ایالات متحده آمریکا | ۳۴°۱۷′۵۵″ شمالی ۸۱°۱۸′۵۳″ غربی / ۳۴٫۲۹۸۶۱°شمالی ۸۱٫۳۱۴۷۲°غربی       |                   |
| ووگتِل                          | 2            | ۲٬۳۰۲            | ایالات متحده آمریکا | ۳۳°۰۸′۳۵″ شمالی ۸۱°۴۵′۵۷″ غربی / ۳۳٫۱۴۳۰۶°شمالی ۸۱٫۷۶۵۸۳°غربی       |                   |
| واترفورد                       | 1            | ۱٬۱۶۸            | ایالات متحده آمریکا | ۲۹°۵۹′۴۳″ شمالی ۹۰°۲۸′۱۶″ غربی / ۲۹٫۹۹۵۲۸°شمالی ۹۰٫۴۷۱۱۱°غربی       |                   |
| واتس بار                       | 2            | ۲٬۲۸۸            | ایالات متحده آمریکا | ۳۵°۳۶′۱۰″ شمالی ۸۴°۴۷′۲۲″ غربی / ۳۵٫۶۰۲۷۸°شمالی ۸۴٫۷۸۹۴۴°غربی       |                   |
| ولف کرک (برکه گرگ)             | 1            | ۱٬۱۶۰            | ایالات متحده آمریکا | ۳۸°۱۴′۲۰″ شمالی ۹۵°۴۱′۲۰″ غربی / ۳۸٫۲۳۸۸۹°شمالی ۹۵٫۶۸۸۸۹°غربی       |                   |
| ولسیونگ                        | 5            | ۳٬۸۳۵            | کره جنوبی           | ۳۵°۴۲′۴۰″ شمالی ۱۲۹°۲۸′۳۰″ شرقی / ۳۵٫۷۱۱۱۱°شمالی ۱۲۹٫۴۷۵۰۰°شرقی     |                   |
| یانژیانگ                       | 6            | ۶٬۰۰۰            | چین                 | ۲۱°۴۲′۳۵″ شمالی ۱۱۲°۱۵′۳۸″ شرقی / ۲۱٫۷۰۹۷۲°شمالی ۱۱۲٫۲۶۰۵۶°شرقی     | [ ۷ ]             |
| زاپوریژیا                      | 6            | ۵٬۷۰۰            | اوکراین             | ۴۷°۳۰′۴۴″ شمالی ۳۴°۳۵′۰۹″ شرقی / ۴۷٫۵۱۲۲۲°شمالی ۳۴٫۵۸۵۸۳°شرقی       |                   |